# 马修·佩里
馬修·卡爾布雷思·培理（英語：Matthew Calbraith Perry，1794年4月10日—1858年3月4日），美国海军将领，因率领黑船打开鎖國時期的日本国门而闻名于世。

## 名稱
日本稱呼其為「伯理」或「彼理」，由於幕府方面的翻譯是荷蘭人的關係（由日語譯為荷蘭語，再由黑船上懂荷蘭語的船員譯為英語），當時的文件上寫的名字是荷蘭文風格發音的「培爾里」（ペルリ）

## 經歷

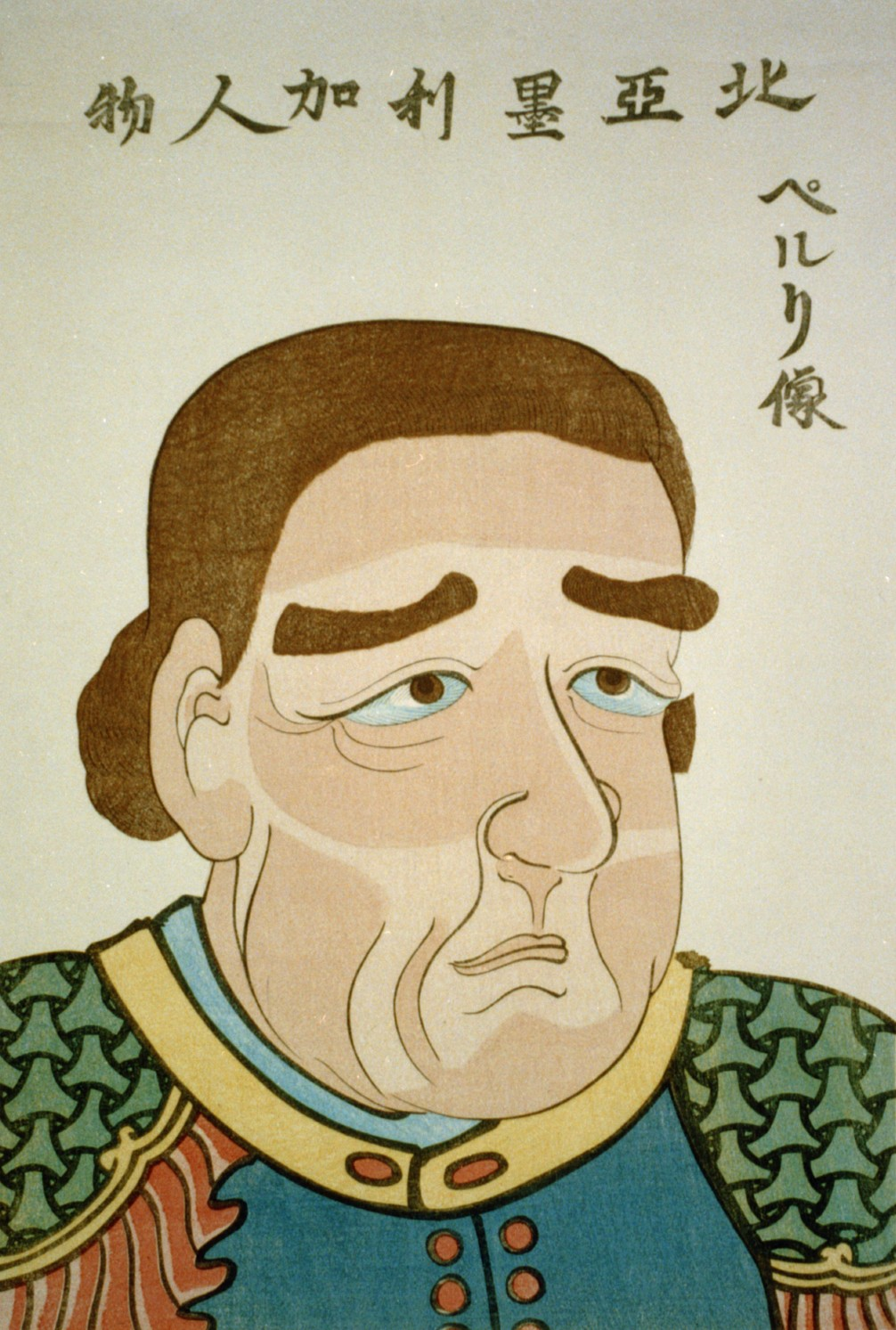
日本版畫所描繪的培理 1854 年左右

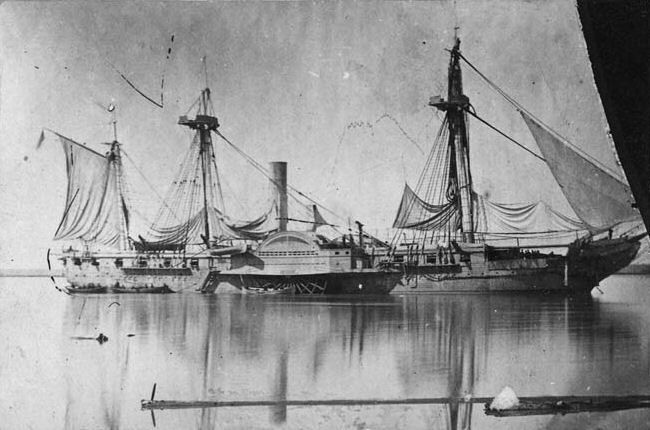
密西西比號

培理出生在美國罗得岛与普罗维登斯庄园州新港的一個海军家庭。培理是美國海軍上校克里斯多福·雷蒙德·培理，和妻子莎拉所生的第三子。哥哥奧利弗·哈澤德·佩里也是海軍的知名將領。培理本人也於1809年也加入海軍，1812年開始和兩個哥哥一起參加英美之間的1812年戰爭，1833年時任布魯克林海軍工廠的造船所長，1837年建造出美國海軍的第一條蒸汽船「富爾頓號」，同年晉升為海軍上校，1841年成為同海軍工廠的司令。培理遵從海軍以蒸汽船為主力的強化政策，並且實行士官教育，被稱為「海軍的蒸汽船之父」。
1852年3月就任東印度艦隊的司令官，被授予「日本開國」的指令（但是禁止開砲）。同年11月帶著米勒德·菲爾莫爾總統的親筆信函從維吉尼亞州的諾福克港出航。以巡防艦密西西比號為旗艦，帶領其他三條船艦經由加那利群島→開普敦→新加坡→香港→琉球→小笠原群島，最後於1853年7月8日（嘉永6年六月三日）於浦賀（今神奈川縣橫須賀市）入港。7月14日（同年六月九日）應幕府的要求，從久里濱（今 神奈川縣橫須賀市）護衛培理一行上陸，培理轉交美國總統的親筆信給戶田氏榮及井戶弘道。至此培理沒有和幕府具體作開國協議，僅有提出開國的要求，在測量幾天海灣後，幕府表示希望能給予考慮時間到明年再給予回答，接下來因為糧食等原因，艦隊先在琉球靠港。
1854年培理再訪日本，3月31日強迫幕府簽訂《日美和親條約》，歸國途中在那霸停泊並與琉球締結《琉美修好條約》。
培理此行曾在台灣基隆停泊約十日間，登陸勘查基隆煤礦，測量基隆港的港灣地勢。培理返國後，提出報告力陳台灣適合作為美國的遠東貿易中繼站，台灣有如圍繞佛羅里達半島和猶加敦半島、制御墨西哥灣的古巴，主張加以佔領。但美國因南北戰爭，未處理培理的提議。

### 晚年
佩里晚年一直忙于为自己的日本冒险经历著书立传。1857年12月28日，著作完稿。他担任的最后一个职位是Naval Efficiency Board。1858年3月4日，也就是卸任该职位才满2天时，他就在纽约市去世了。他死前还在等待新的任命。他的死因是风湿热（已经蔓延到心脏），还夹带有因痛风和酗酒引起的并发症。
他的遗体起初被安放在纽约市农场圣马可堂的拱顶地下墓室。1866年3月21日，遗体又被转移到位于罗得岛州纽波特的岛墓（Island Cemetery），和他1839年去世的女儿安娜合葬。1873年，人们在其墓室的窗口旁立了一座大纪念碑。

## 后世纪念

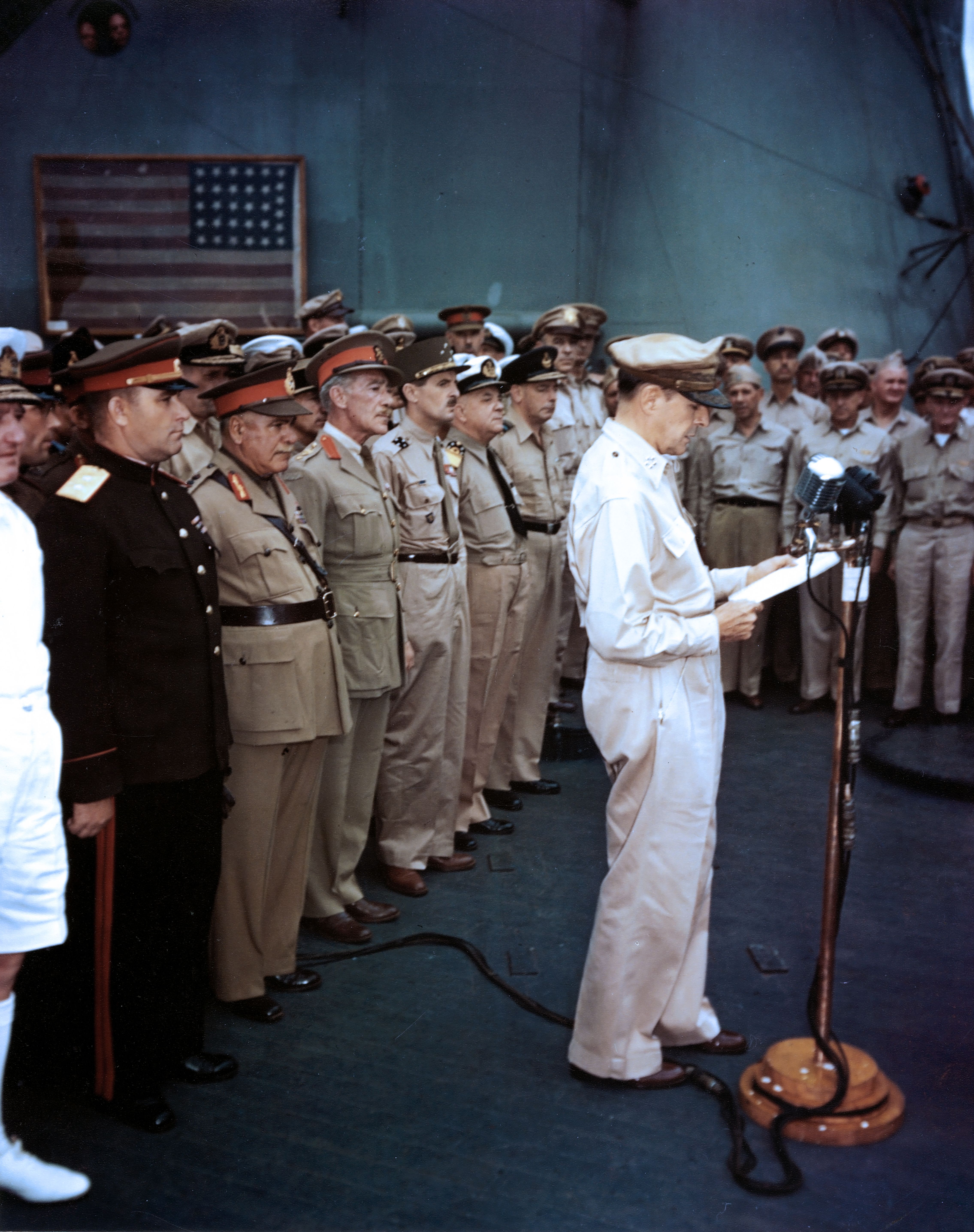
二战结束的日本投降仪式上，佩里黑船所携带的美国国旗被从安纳波利斯运到东京，装裱在密苏里号战列舰上（背景处）

在日本神奈川縣橫須賀市的久里濱，有一座培理公園。當年由培理率領的黑船登船的地點，豎立了一座培理登陸紀念碑，上有前日本首相伊藤博文的親筆手書：「北米合衆国水師提督伯理上陸記念碑」。
在培理公園裡，每年都有由民間組織的開國紀念活動，人稱「黑船祭」。在紀念表演活動中，當年的「入侵者」以英雄的姿態出現。

## 培理艦隊
1853年7月8日于日本江戸灣浦賀沖出現由美國海軍將領佩里所率領之美國東印度艦隊4艘軍艦。日本人以「黑船」之名稱呼。
- 旗艦：「密西西比號巡洋艦」（USS Mississippi （1841）） 1841年12月22日在美國費城海軍造船廠竣工。1863年3月14日在（Port Hudson, Louisiana）擱淺被擊毀。
  - 外輪式快速帆船：速度8節、水線長229呎、滿載排水量3,220噸、乘員380名。
  - 裝備　10吋砲2門、8吋（Paixhans）砲8門
- 旗艦：「薩斯奎哈纳号巡洋艦」 （USS Susquehanna （1850）） 1850年12月24日在紐約布魯克林海軍造船廠竣工。1868年1月14日在紐約布魯克林海軍造船廠（Brooklyn Navy Yard）除役，直到1883年9月27日賣給紐約市（E. Stannard ）作廢船拆解。
  - 外輪式快速帆船：速度10節、水線長257呎、滿載排水量2,450噸、乘員300名。
  - 裝備　150磅（Parrott）砲2門、9吋（Dahlgren）滑腔砲12門、12磅砲1門
- 「薩拉托加號護衛艦」（USS Saratoga （1842）） 1842年7月26日在美國朴茨茅斯海军造船厂（Portsmouth Naval Shipyard）竣工，1843年1月4日服役。1888年8月8日除役變為海洋學校訓練船，直到1907年8月14日賣給波士頓（Thomas Butler & Company）公司。
  - 單桅帆船：速度未知、水線長146 呎4吋、滿載排水量882噸、乘員210名。
  - 裝備　8吋砲4門、32磅砲18門
- 「普利茅斯號護衛艦」（USS Plymouth （1844）） 1844年4月3日在美國波士頓海軍造船廠（Boston Navy Yard）竣工。1861年4月20日在美國諾福克海軍造船廠（Norfolk Naval Shipyard）被美國南軍自我燒燬及鑿沉。
  - 單桅帆船：速度未知、水線長147呎、滿載排水量189噸、乘員60名。
  - 裝備　8吋砲4門、32磅砲18門

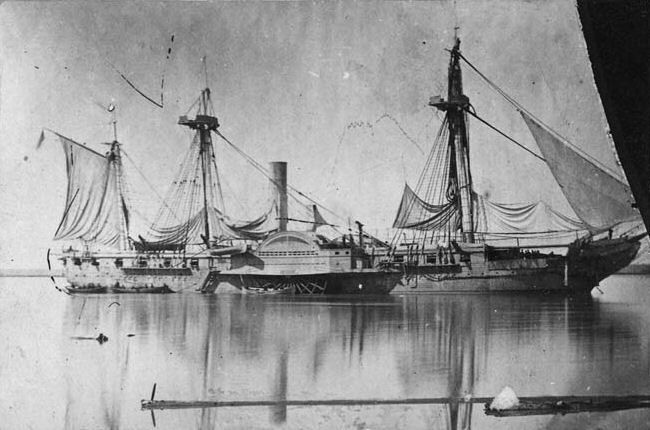
密西西比號
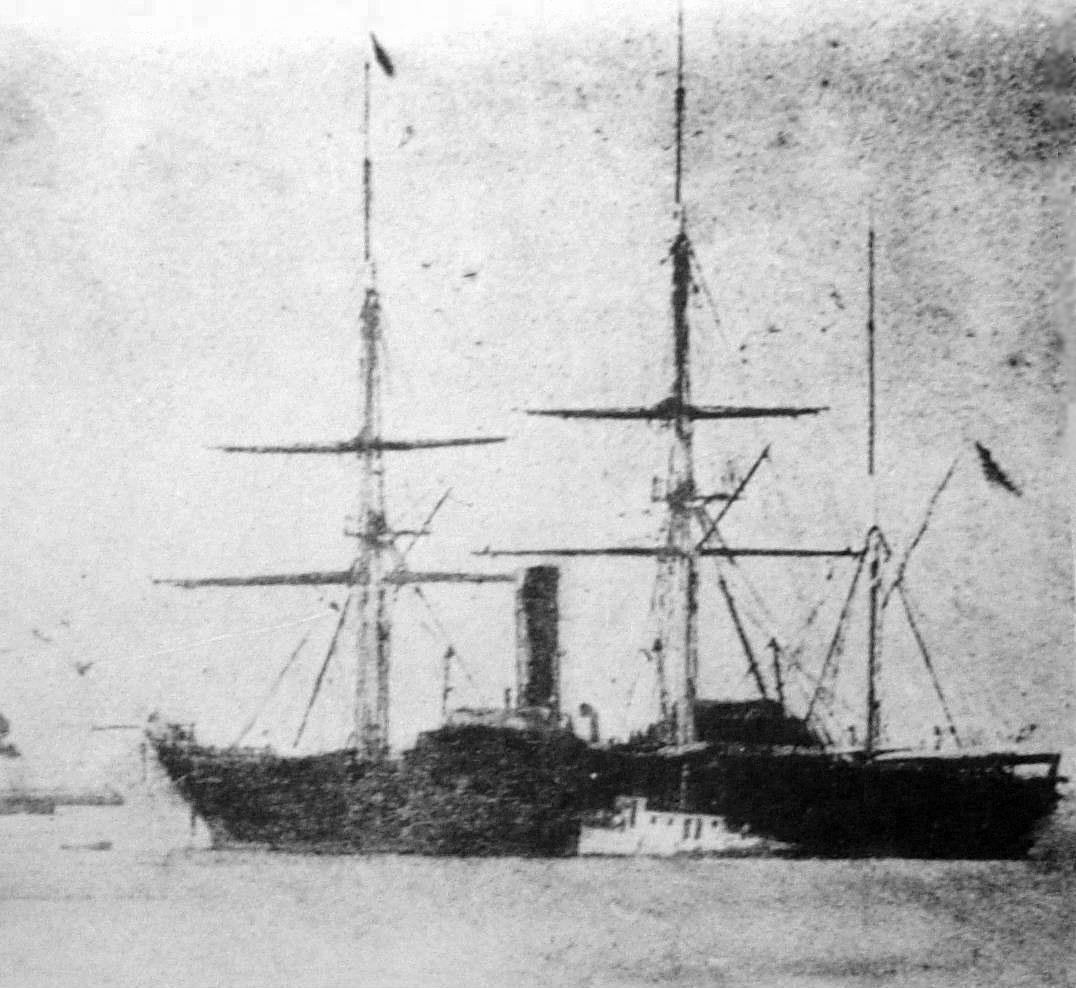
萨斯奎哈纳號
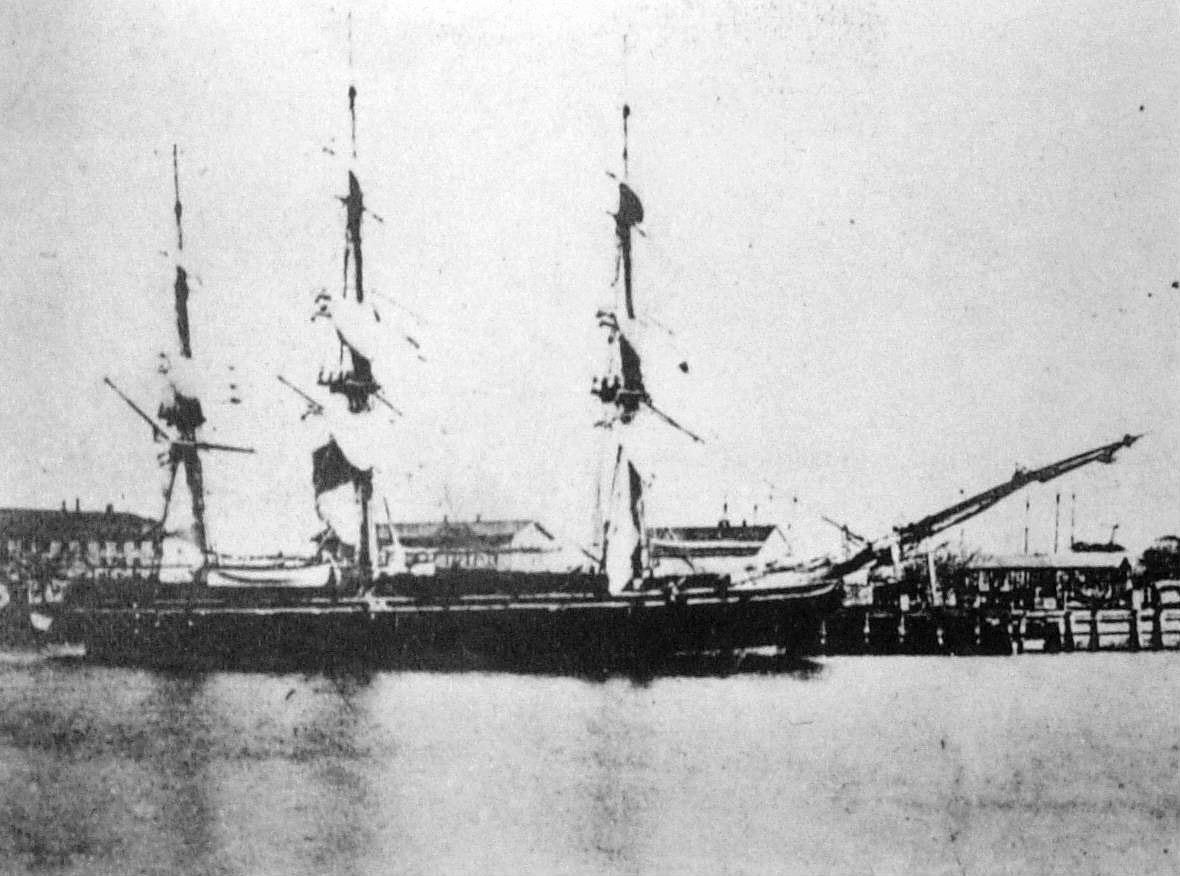
薩拉托加號
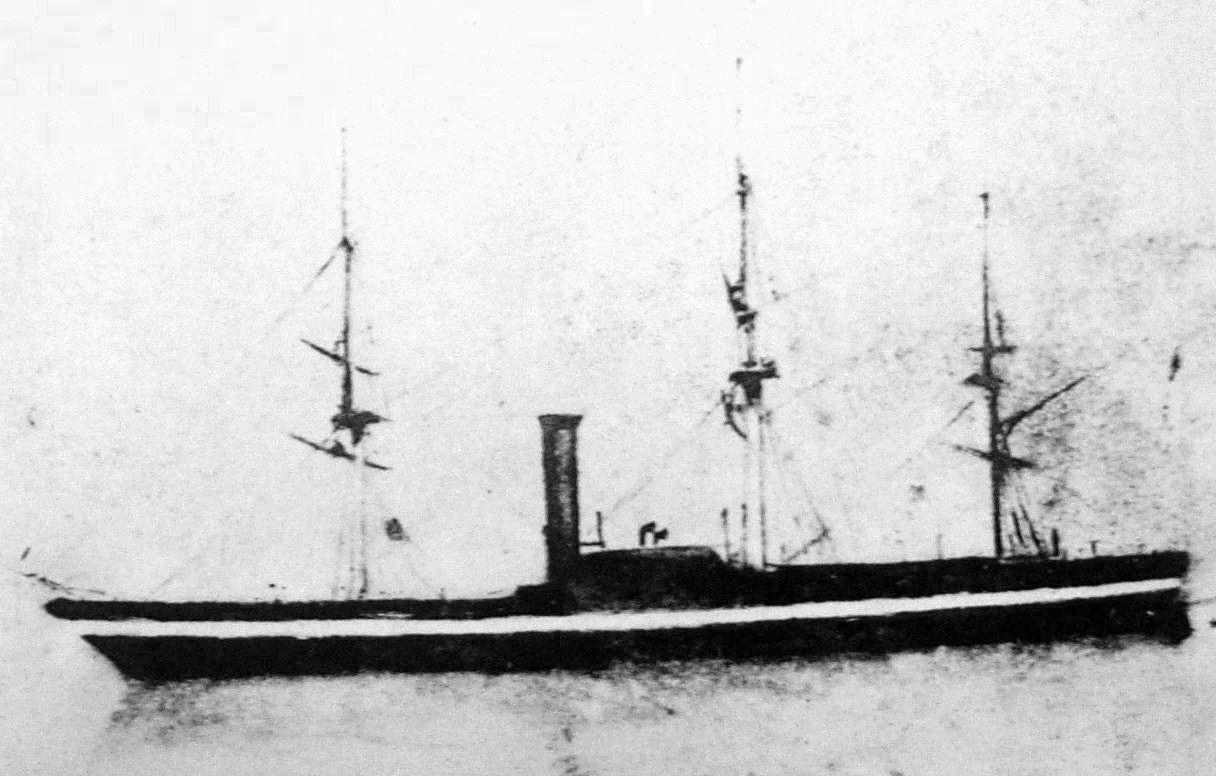
普利茅斯號

## 著作

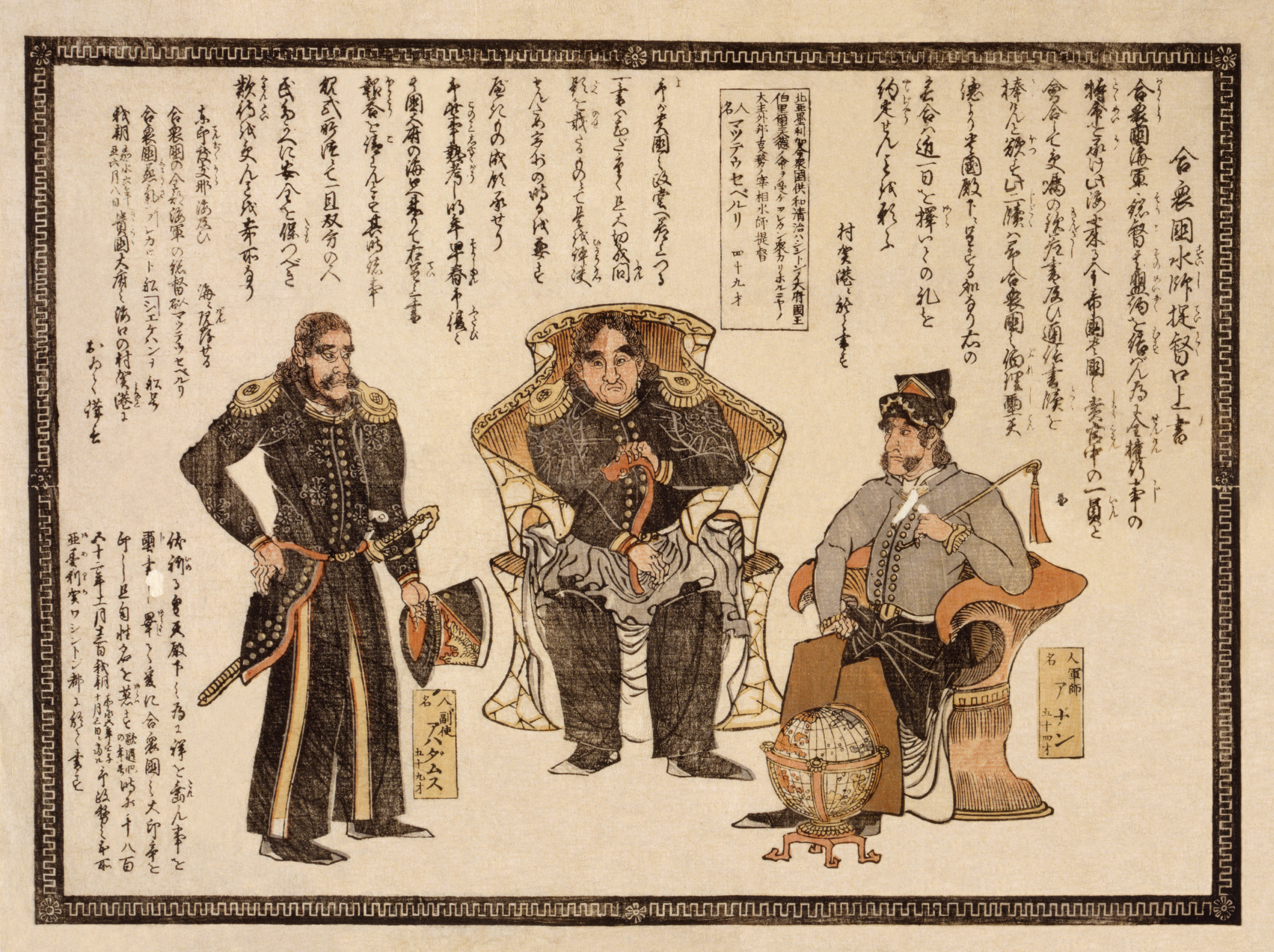
描绘佩里和其他美国船员的日本木刻画

- 『日本遠征記』土屋喬雄、玉城肇譯　岩波文庫　（原著為『Narrative of the Expedition of an American Squadron to the China Seas and Japan.』　1856年　美利堅合衆国第33議會第2會期中特殊刊行物第97）

## 關連項目
- 黑船來航
- 神奈川條約
- 湯森·哈里斯
- 日美修交記念館
- 日本幕末人物列表

## 延伸阅读
1. 猪口孝 『猪口孝が読み解く 「ペリー提督日本遠征記」』 NTT出版 1999年 ISBN 4-7571-4010-X
2. 小島敦夫 『ペリー提督—海洋人の肖像』 講談社（講談社現代新書） 2005年 ISBN 4-06-149822-3
3. Cullen, L.M. (2003). A History of Japan, 1582-1941: Internal and External Worlds. Cambridge: 劍橋大學出版社. ISBN 0-521-82115-X (cloth) ISBN 0-521-529918-2 (paper)
4. Hawks, Francis. (1856). Narrative of the Expedition of an American Squadron to the China Seas and Japan Performed in the Years 1852, 1853 and 1854 under the Command of Commodore M.C. Perry, United States Navy, Washington: A.O.P. Nicholson by order of Congress, 1856; originally published in Senate Executive Documents, No. 34 of 33rd Congress, 2nd Session. [reprinted by London: Trafalgar Square, 2005. ISBN 1-84588-026-9 (paper)]
5. Sewall, John S. (1905). The Logbook of the Captain's Clerk: Adventures in the China Seas, Bangor, Maine: Chas H. Glass & Co. [reprint by Chicago: R.R. Donnelly & Sons, 1995] ISBN 0-548-20912-X